# Febrer
El febrer és el segon mes de l'any en el calendari Gregorià i té 28 dies els anys comuns i 29 els anys de traspàs. En llatí es deia februarius i era un mes dedicat a unes festes de purificació, les februa, en les quals s'aplacaven els morts amb sacrificis i ofrenes. Del seu nom ve el del déu romà de la purificació Februus. Febrer no existia en el calendari romà d'època primitiva, va ser afegit com gener amb la reforma de Numa Pompili que va adaptar els mesos al cicle lunar. Originàriament tenia 28 dies, passant a tenir-ne 29 (30 en any de traspàs) amb el calendari julià. També fins a l'època juliana, febrer era l'últim mes de l'any, que començava el març. Posteriorment August li va restar un dia de manera que es va quedar amb els 28/29 que té actualment. Els seus símbols són l'ametista i la violeta.

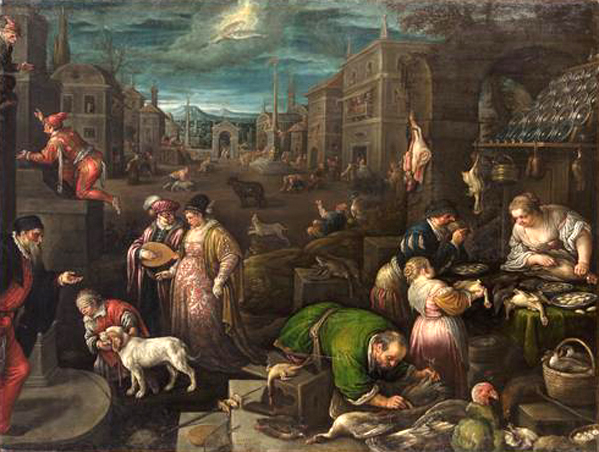
Febrer, Leandro Bassano

## Altres noms
Per als saxons era el mes del fang i la carabassa, mentre que en finès el nom helmikuu significa "mes de la perla", ja que aquest és l'aspecte de la neu a les branques dels arbres després d'una gelada.

## Esdeveniments de febrer
- Segon dimarts: Dia de la Internet Segura
- Del  13 al 21 de febrer a l'antiga Roma s'hi celebraven tots els anys les festes de Parentalia[2]
- El 2 de febrer se celebra la festa cristiana de la Presentació del Senyor, la Candelera i cada 10 anys a Valls se celebren les Festes Decennals de la Mare de Déu de la Candela
- L'11 de febrer se celebra el Dia Internacional de les Dones i les Nenes en la Ciència[3]
- El 14 de febrer és el dia dels enamorats o Dia de Sant Valentí, originalment en els països anglosaxons.[4]